# ALMA (премия)
American Latino Media Arts Award или ALMA Award — премия, присуждаемая латиноамериканским актёрам, режиссёрам, музыкантам и художникам (в кинематографе) за продвижение положительного образа латиноамериканца в данной индустрии.
На испанском и португальском языках слово alma означает дух или душа.
Премия учреждена в 1995 году и вручается в рамках ежегодной церемонии, которая, как правило, проводится летом.
В Северной Америке фестиваль вручения премии ALMA иногда называют «Латиноамериканским Оскаром».

## Известные номинанты и обладатели премии
- Дженнифер Лопес
- Чарли Шин
- Ева Лонгория
- Ева Мендес
- Шакира
- Марк Энтони
- Камерон Диас
- Энди Гарсиа
- Джей Эрнандес
- Лана Паррия
- Ная Ривера

- Джессика Альба
- Селена Гомес